# Hombre de las cavernas

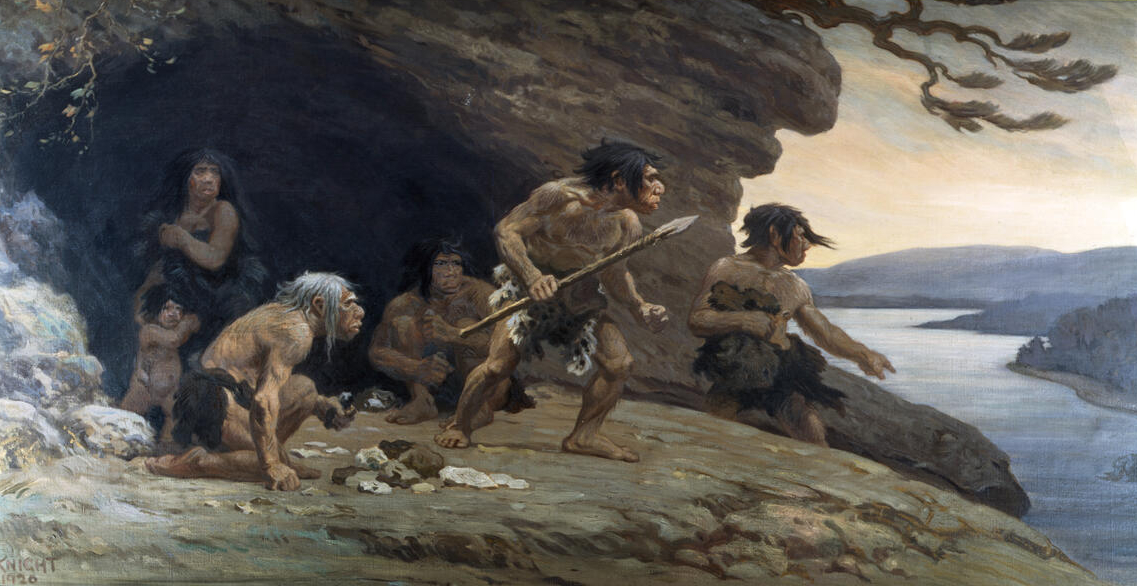
Neandertales de Le Moustier (Francia) (Charles R. Knight, 1920)

El hombre de las cavernas, cavernícola o troglodita, es un personaje popular basado en conceptos estereotipados sobre la posible apariencia de los primitivos humanos prehistóricos u homínidos. El cliché de «hombre de las cavernas» tiene su origen en el descubrimiento de restos del Neandertal. El término «cavernícola», a veces es utilizado en forma coloquial para referirse a seres Neandertal o Cro-Magnon (Homo sapiens de la era paleolítica), y se origina en la asociación entre los humanos primitivos y las cavernas, que es ejemplificada por las pinturas rupestres.

## Arquetipo

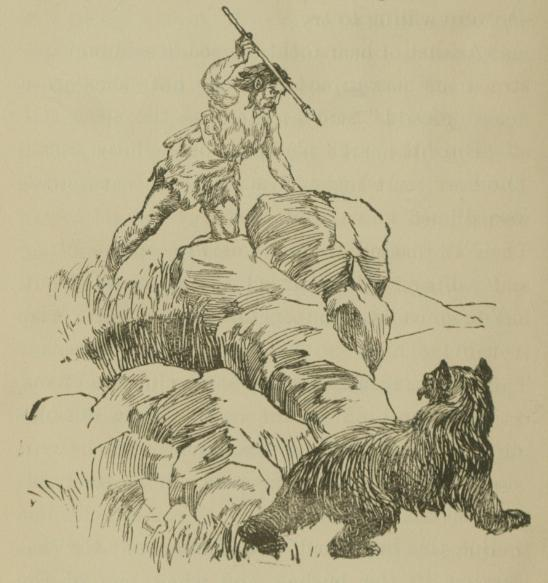
Un cavernícola ataca un oso pardo.

En el siglo XVII el filósofo Thomas Hobbes afirmó que la vida del hombre sin la civilización era solitaria, pobre, miserable, bruta y breve. El hombre de las cavernas o cavernícola es un personaje popular basado en conceptos estereotipados sobre la posible apariencia de los primitivos humanos prehistóricos u homínidos, tiene su origen en el descubrimiento de restos del Neandertal. El término «cavernícola», a veces es utilizado en forma coloquial para referirse a seres Neandertal o Cro-Magnon (Homo sapiens de la era paleolítica) y se origina en la asociación entre los humanos primitivos y las cavernas, que es ejemplificada por las pinturas rupestres.
La iconografía heráldica europea hizo referencia a ellos durante cientos de años. Durante la Edad Media estas criaturas eran presentadas en el arte y la literatura como barbados y cubiertos de pelos, y a menudo portando garrotes y viviendo en cuevas. Si bien los hombres salvajes siempre eran presentados como viviendo fuera de la civilización, existía disenso sobre si ellos eran humanos o animales. No siempre eran presentados como subhumanos brutos, en efecto a veces se los identificaba como salvajes nobles. 
Prejuicios existentes sobre los «cavernícolas» y otras personas primitivas teñían la figura del hombre primitivo. La opinión científica actual del estilo de vida prehistórico es que era esencialmente un cazador-recolector.
En estos elementos populares los cavernícolas son mostrados como cubiertos con retazos de cueros de animales, y armados con rocas o garrotes de huesos de ganado, con un muy bajo nivel de inteligencia, y agresivos. Es más aún, a menudo los cavernícolas son presentados como viviendo en cavernas, en las que se han encontrado las pinturas rupestres; cuando en realidad es más probable que las cavernas fueran sitios de reuniones religiosas o refugios temporarios, y no los sitios de residencia de los supuestos «cavernícolas». Si ellos en realidad pasaban la mayor parte del tiempo desplazándose y construyendo refugios temporarios, es correcto que muy poca evidencia en este sentido haya perdurado hasta nuestros días. 
Otras características del arquetipo de «cavernícola» son: 
- La vestimenta de la mujer cavernícola es presentada como cubriendo sus senos; lo cual corresponde más con una tradición occidental que con un hecho histórico
- Las armas neolíticas comprendían un amplio conjunto de elementos, tales como lanzas, piedras, hondas, hachas, flechas y arcos; no solo macanas
- Los «hombres de las cavernas» tenían un nivel de inteligencia similar al de los humanos modernos

## Estereotipos en la cultura
En la novela de sir Arthur Conan Doyle El mundo perdido (1912) los hombres mono son presentados luchando contra los humanos contemporáneos. Edgar Rice Burroughs tomó esta idea y la adaptó para The Land That Time Forgot (1915). Surgió entonces un género de películas de cavernícolas, ejemplificadas por Man's Genesis (1912) de D. W. Griffith; las mismas inspiraron a Charles Chaplin para realizar sus obras satíricas, Charlot prehistórico (1914) como también Brute Force (1914), The Cave Man (1912), y posteriormente Cave Man (1934). En estas descripciones, los personajes de Griffiths no saben hablar (lo cual es conveniente en una película muda), y sus armas son palos y piedras, y el héroe de Cave Man es un personaje al estilo de Tarzán que pelea contra los dinosaurios. Además del Capitán Cavernícola, de los hermanos Macana de Los autos locos, El cavernícola, Un millón de años a. C., Voyage to the Planet of Prehistoric Women, Women of the Prehistoric Planet, La guerra del fuego, El clan del oso cavernario, Los Picapiedra, Early Man, Los Croods, Los Croods 2: una nueva era, Primal, 10 000 a. C., Alfa, El hombre de California, ¡¡¡Caverrrrnícola!!! y Año Uno; los documentales Caminando con cavernícolas, La odisea de la especie, Walking with Beasts y Los primeros hombres; y la comedia Defendiendo al cavernícola.